# 加貝斯

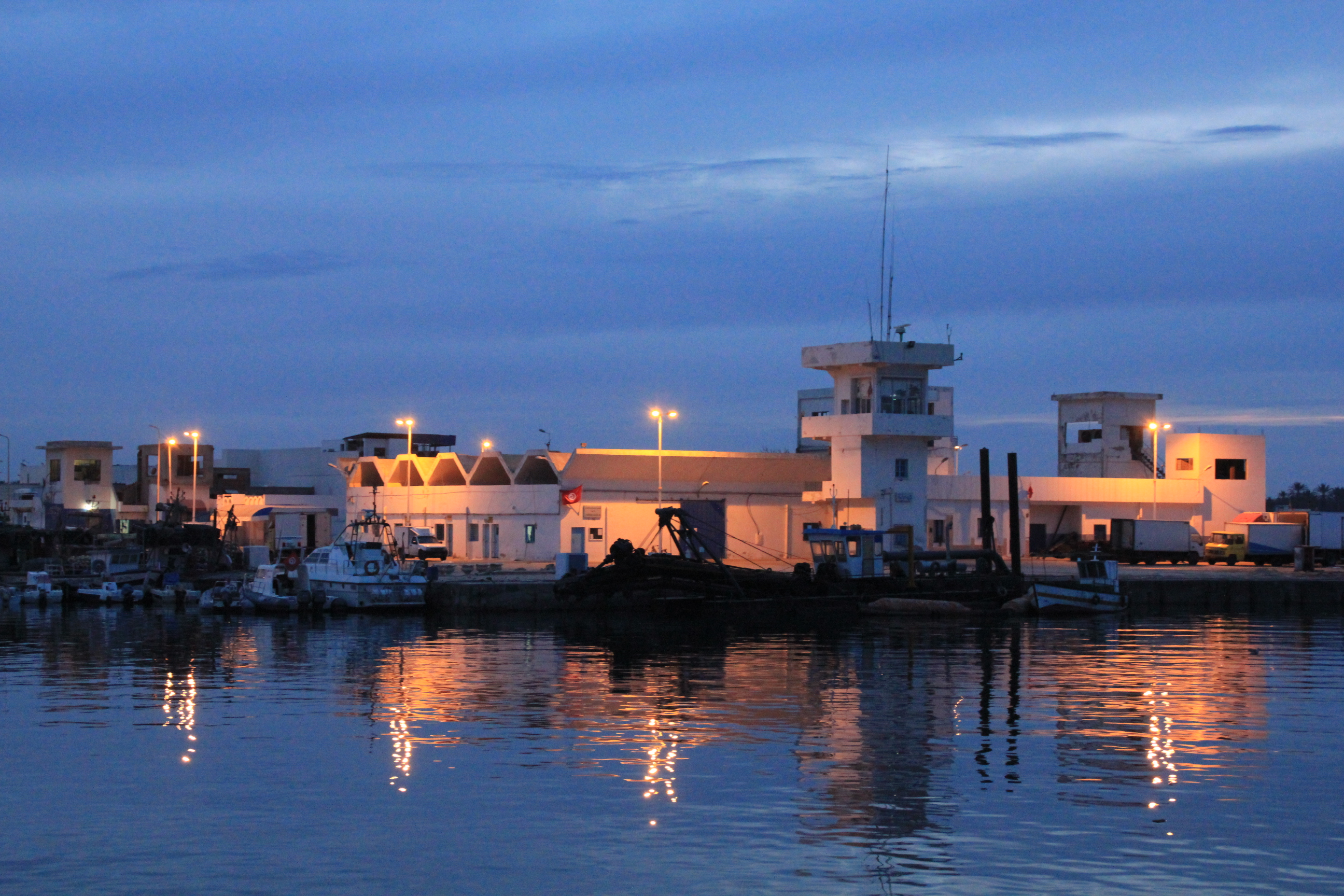
加貝斯

加貝斯（阿拉伯語： Gābisⓘ）是突尼西亞的城市，也是加貝斯省的首府，位於該國東部加貝斯灣畔，距離首都突尼斯市約400公里，受地中海氣候影響，每年平均降雨量172毫米，主要經濟活動是工業，2014年人口152,921，是全國第六大城市。

## 外部連結
- Gabès official website
- "Gabès: Oasis on the Sea" from Lexicorient（页面存档备份，存于）